# Рудный (Приморский край)
Ру́дный (до 1972 года — Лифудзин) — посёлок в Кавалеровском районе Приморского края.

## Этимология
Посёлок возник в XIX веке и был назван по одноименной реке Лифудзин. Гидроним на маньчжурском языке означает «внутренняя Фудзин», что являлось противопоставлением реке Вайфудзин, с переводом «внешняя Фудзин» (то есть текущая в сторону моря). В 1972 году Лифудзин был переименован в посёлок Рудный.

## География
Посёлок расположен на трассе Осиновка — Рудная Пристань. Расстояние до районного центра Кавалерово — 7 км.

## История
Посёлок возник в XIX веке под названием Лифудзин. В 1945—2011 годах — посёлок городского типа. В 1972 году, в ходе массовых переименований на Дальнем Востоке, посёлок Лифудзин переименовали в Рудный. В 2011 году стал сельским населённым пунктом.

## Население
| 1959  | 1970  | 1979  | 1989  | 2002  | 2008  | 2009  |
| ----- | ----- | ----- | ----- | ----- | ----- | ----- |
| 3978  | ↗4612 | ↘4112 | ↘3897 | ↘2630 | ↘2566 | ↗2589 |
| 2010  | 2011  | 2012  | 2013  | 2014  | 2015  | 2021  |
| ↘2373 | ↗2381 | ↘2310 | ↘2295 | ↘2282 | ↗2291 | ↘1832 |

Население по переписи 2002 года составило 2630 человека, из которых 48,7 % мужчин и 51,3 % женщин.

## Улицы

Перекрёсток на трассе А181, дорога к посёлку Рудный.

| - ул. Арсеньевская, - ул. Заречная, - ул. Заря, - ул. Зелёная, - ул. Корнюшина, - ул. Лесная, - пер. Матросова, | - ул. Матросова, - ул. Молодёжная, - ул. Нагорная, - ул. Новая, - ул. Партизанская, - ул. Пионерская, - ул. Поворотная, | - ул. Росинка, - ул. Садовая, - ул. Солнечный, - ул. Спортивная, - ул. Туренко, - ул. Хрусталь, - ул. Шоферская. |

## Экономика
Градообразующие предприятия — рудник «Центральный» и обогатительная фабрика № 2 Хрустальненского горно-обогатительного комбината. Велась добыча и переработка олова. При руднике имелась подвесная канатная дорога длиной примерно 7 км, идущая через горы к центральной обогатительной фабрике, расположенной в посёлке Фабричный. После закрытия ХГОКа на руднике работала артель.
В настоящее время — добыча свинцово-цинковых руд, лесозаготовки.